# رایان دوبل
رایان دوبل (انگلیسی: Ryan Doble؛ زادهٔ ۱ فوریهٔ ۱۹۹۱) بازیکن فوتبال اهل بریتانیا است.
از باشگاه‌هایی که در آن بازی کرده است می‌توان به باشگاه فوتبال آکسفورد یونایتد، باشگاه فوتبال ای‌اف‌سی بورنموث، باشگاه فوتبال استوک‌پورت کانتی، باشگاه فوتبال ساوت‌همپتون، باشگاه فوتبال شروزبری تاون، و باشگاه فوتبال بری اشاره کرد.